# Ghazi Aridi
Ghazi Aridi, né le 17 octobre 1954 (ou le 17 septembre 1954) à Bayssour au Liban, est un homme politique libanais.

## Biographie
Membre du Parti socialiste progressiste, Ghazi Aridi est l’un des plus proches conseillers de son chef, Walid Joumblatt, dont il est le conseiller politique à partir de 1991.
À partir de 1984, il dirige la radio du parti Sawt Al Jabal (la Voix de la Montagne) dont il est le fondateur. Cette radio est fermée après la guerre, en 1994.
Il se présente au sein de la liste de Rafiq Hariri aux élections législatives de 2000, et est élu député druze de la troisième circonscription de Beyrouth. Il est nommé ministre de l’Information et porte-parole du quatrième gouvernement de Rafiq Hariri le 26 octobre 2000. Il entreprend au sein du ministère une purge des fonctionnaires surnuméraires et tente, sans succès, de réformer Télé-Liban. Il s’oppose à la fermeture imposée par le pouvoir prosyrien de la chaîne MTV, sans pour autant parvenir à bloquer cette décision.
Après le remaniement ministériel du 17 avril 2003, il devient ministre de la Culture dans le cinquième gouvernement de Rafiq Hariri, remplaçant Ghassan Salamé à ce poste. Mais il démissionne le 9 septembre 2004 pour protester contre la prorogation du mandat du président Émile Lahoud. Au Parlement, il vote contre cet amendement constitutionnel.
Il est réélu à son siège de député en 2005. En juin 2005, à la suite de l'assassinat de George Hawi, il dénonce les meurtres ciblant les chefs de l'opposition politique qui se multiplient dans le pays. Il reprend le poste de ministre de l’Information le 19 juillet 2005, au sein du premier gouvernement de Fouad Siniora. En novembre 2005, face aux hostilités affichées du président syrien Bachar el-Assad envers le gouvernement libanais, le ministère de Ghazi Aridi publie un communiqué visant l’apaisement et l'entente entre pays arabes. En mai 2008, il refuse de signer une charte entre pays du Moyen-Orient qui propose une approche plus stricte et coordonnée entre États participants autour de la législation qui encadre la diffusion télévisuelle. Puis le 11 juillet 2008, il est nommé ministre des Travaux publics et des Transports au sein du gouvernement d'union nationale issu des accords de Doha et conserve ce poste dans le gouvernement de Saad Hariri, constitué le 9 novembre 2009. Il est aussi réélu comme député druze de Beyrouth en 2009. En janvier 2010, il est le porte-parole du gouvernement pour relayer les circonstances du crash du vol 409 Ethiopian Airlines.
Fidèle à Walid Joumblatt, il soutient son ralliement à la Syrie et aux forces du 8 mars, et vote pour l'élection de Najib Mikati à la présidence du conseil, contre Saad Hariri, en janvier 2011. Le 13 juin 2011, Najib Mikati le reconduit dans son poste de ministre des Travaux publics et des Transports. En septembre 2011, il révoque la licence de trois compagnies aériennes, dont Imperial Jet and Open Sky Aviation.
Il est membre du nouveau bloc parlementaire de Walid Joumblatt, le Front de Lutte Nationale. Au sein du Parti socialiste progressiste, il a exercé diverses fonctions, dont celles de secrétaire général adjoint, de chef de l'information centrale et de membre du conseil de commandement du parti.
Aux côtés du ministre de l’Intérieur, Ziad Baroud, du ministre des Télécommunications Charbel Nahhas et du ministre de l’Energie, en sa qualité d’ancien ministre des Télécommunications, Gébran Bassil, Ghazi Aridi s'oppose, en mars 2011, au Tribunal spécial sur le Liban. Il refuse de répondre à deux convocations et interdit la communication de documents concernant son ministère. En avril 2013, il ne se représente pas sur les listes du Parti socialiste progressiste pour assurer son maintien dans les ministères. Le site Al-akhbar.com rapporte que l'enrichissement au fil des ans de Ghazi Aridi a fini par gêner le leader du parti Walid Joumblatt,.

## Vie privée
Ghazi Aridi est marié à Salman Port Tawfiq et a deux enfants, Omar et Lama,.